# Discografia de Judy and Mary
Essa é a discografia do Judy and Mary banda japonesa formada em 1991 e dissolvida em 2001, aqui estão listados singles, álbuns e coletâneas.

## Discografia

### Singles
Power of Love (22 de Setembro de 1993)
Faixas
| Nº da Faixa | Música             |
| ----------- | ------------------ |
| 1           | POWER OF LOVE      |
| 2           | MAKE UP ONE'S MIND |

Blue Tears (21 de Novembro de 1993)
Faixas
| Nº da Faixa | Música         |
| ----------- | -------------- |
| 1           | BLUE TEARS     |
| 2           | LOLITA A-GO-GO |

DAYDREAM / Kiken na Futari (DAYDREAM / キケンな2人) (21 de Abril de 1994)
Faixas
| Nº da Faixa | Música                        |
| ----------- | ----------------------------- |
| 1           | DAYDREAM                      |
| 2           | Kiken na futari (キケンな2人) |

Hello ! Orange Sunshine / RADIO (21 de Agosto de 1994)
Faixas
| Nº da Faixa | Música                 |
| ----------- | ---------------------- |
| 1           | Hello! Orange Sunshine |
| 2           | RADIO                  |

Cheese "Pizza" (2 de Novembro de 1994)
Faixas
| Nº da Faixa | Música                 |
| ----------- | ---------------------- |
| 1           | Cheese "PIZZA"         |
| 2           | Christmas (クリスマス) |

Chiisa na Koro kara (21 de Janeiro de 1995)
Faixas
| Nº da Faixa | Música                            |
| ----------- | --------------------------------- |
| 1           | Chiisana koro kara (小さな頃から) |
| 2           | Jitensha (自転車)                 |

Over Drive (19 de Junho de 1995)
Faixas
| Nº da Faixa | Música                         |
| ----------- | ------------------------------ |
| 1           | Over Drive                     |
| 2           | Egoist..? (エゴイスト・・・？) |
| 3           | Over Drive (Backing Track)     |

Doki Doki (21 de Outubro de 1995)
Faixas
| Nº da Faixa | Música                                              |
| ----------- | --------------------------------------------------- |
| 1           | Dokidoki (ドキドキ)                                 |
| 2           | Yuugure (夕暮れ)                                    |
| 3           | Dokidoki (Backing Track) (ドキドキ (Backing Track)) |

Sobakasu (19 de Fevereiro de 1996)
Faixas
(usado no famoso anime Rurouni Kenshin)
| Nº da Faixa | Música                                                   |
| ----------- | -------------------------------------------------------- |
| 1           | Sobakasu (そばかす)                                      |
| 2           | Stereo zenkai (ステレオ全開)                             |
| 3           | Sobakasu (Backing Track) (そばかす (バッキングトラック)) |

Classic (28 de Outubro de 1996)
Faixas
| Nº da Faixa | Música                                               |
| ----------- | ---------------------------------------------------- |
| 1           | Classic (クラシック)                                 |
| 2           | Omedetou (おめでとう)                                |
| 3           | Classic (Backing Track) (クラシック (Backing Track)) |

Kujira No. 12 (21 de Fevereiro de 1997)
Faixas
| Nº da Faixa | Música                    |
| ----------- | ------------------------- |
| 1           | Kujira 12gou (くじら12号) |
| 2           | KISS no ondo (KISSの温度) |

Lovely Baby (21 de Maio de 1997)
Faixas
| Nº da Faixa | Música                                                                             |
| ----------- | ---------------------------------------------------------------------------------- |
| 1           | Lovely Baby (ラブリーベイベー)                                                     |
| 2           | Doushiyou Nagoya Special (Live Version) (どうしよう Nagoya Special (Live Version)) |
| 3           | Lovely Baby (Backing Track) (ラブリーベイベー (Backing Track))                     |

LOVER SOUL (15 de Outubro de 1997)
Faixas
| Nº da Faixa | Música     |
| ----------- | ---------- |
| 1           | LOVER SOUL |
| 2           | BATHROOM   |

Sanpomichi (11 de Fevereiro de 1997)
Faixas
| Nº da Faixa | Música                        |
| ----------- | ----------------------------- |
| 1           | Sanpomichi (散歩道)           |
| 2           | Suteki na uta (ステキなうた)) |

Music Fighter (ミュージック　ファイター) (1 de Abril de 1998)
Faixas
| Nº da Faixa | Música                                                                   |
| ----------- | ------------------------------------------------------------------------ |
| 1           | Music Fighter (ミュージック ファイター)                                  |
| 2           | Music Fighter (Hiyochan MIX) (ミュージック ファイター (ヒヨちゃんMIX)))  |
| 3           | Music Fighter (Backing Track) (ミュージック ファイター (Backing Track))) |

Iro toridori no Sekai Irotoridori no sekai (イロトリドリノセカイ)(9 de Setembro de 1998)
Faixas
| Nº da Faixa | Música                                                                       |
| ----------- | ---------------------------------------------------------------------------- |
| 1           | Irotoridori no sekai (イロトリドリノセカイ)                                  |
| 2           | Irotoridori no sekai (Backing Track) (イロトリドリノセカイ (Backing Track))) |

Tegami wo kakuyo (11 de Novembro de 1998)
Faixas
| Nº da Faixa | Música                                                                                     |
| ----------- | ------------------------------------------------------------------------------------------ |
| 1           | Tegami wo kakuyo (手紙をかくよ)                                                            |
| 2           | Kaerenai futari (African Casual Version) (帰れない2人 (アフリカンカジュアルヴァージョン))) |
| 3           | Tegami wo kakuyo (Backing Track) (手紙をかくよ (BackingTrack)))                            |

Brand New Wave Upper Ground (23 de Fevereiro de 2000)
Faixas
| Nº da Faixa | Música                                   |
| ----------- | ---------------------------------------- |
| 1           | Brand New Wave Upper Ground              |
| 2           | Cheese PIZZA Large!!                     |
| 3           | Brand New Wave Upper Ground (Back Track) |

Hitotsudake Hitotsudake (ひとつだけ)(15 de Julho de 2000)
Faixas
| Nº da Faixa | Música                                                   |
| ----------- | -------------------------------------------------------- |
| 1           | Hitotsudake (ひとつだけ)                                 |
| 2           | Sugar cane train                                         |
| 3           | Hitotsudake (Backing Track) (ひとつだけ (Backing Track)) |

Mottö (22 de Novembro de 2000)
Faixas
| Nº da Faixa | Música                              |
| ----------- | ----------------------------------- |
| 1           | motto                               |
| 2           | Girlfriend) (ガールフレンド ))      |
| 3           | motto (karaoke) (motto (カラオケ))) |

Lucky Pool (24 de Janeiro de 2001)
Faixas
| Nº da Faixa | Música                                                       |
| ----------- | ------------------------------------------------------------ |
| 1           | Lucky Pool (ラッキープール))                                 |
| 2           | Lucky Pool (Backing Track) (ラッキープール (Backing Track))) |

Peace ~strings version~ (9 de Março de 2001)
Faixas
| Nº da Faixa | Música                                  |
| ----------- | --------------------------------------- |
| 1           | PEACE -strings version-                 |
| 2           | PEACE -strings version- (backing track) |

### Álbuns
Be Ambitious -indie- (Abril, 1992)
Faixas
| Nº da Faixa | Música                |
| ----------- | --------------------- |
| 1           | GLAMOUR PUNKS         |
| 2           | JUDY IS A PUNK ROCKER |
| 3           | POWER OF LOVE         |
| 4           | MAKE UP ONE'S MIND    |
| 5           | GET PISSED DESTROY    |
| 6           | BLUE TEARS            |

J.A.M. -debut- (21 de Janeiro de 1994)
Faixas
| Nº da Faixa | Música                                       |
| ----------- | -------------------------------------------- |
| 1           | JUDY IS A T∀NK GIRL                          |
| 2           | LOVE ME DO                                   |
| 3           | SLAP DASH！                                  |
| 4           | POWER OF LOVE                                |
| 5           | BLUE TEARS                                   |
| 6           | BABY "Q"                                     |
| 7           | Kanojo no taisetsuna mono (彼女の大切なもの) |
| 8           | LOLITA A-GO-GO                               |
| 9           | LOVE ME DO                                   |
| 10          | DAYDREAM                                     |
| 11          | Aitakute (あいたくて)                        |
| 12          | GLAMOUR PUNKS                                |

Orange Sunshine (1 de Dezembro de 1994)
Faixas
| Nº da Faixa | Música                            |
| ----------- | --------------------------------- |
| 1           | POPSTAR                           |
| 2           | Doushiyou (どうしよう)            |
| 3           | Hello! Orange Sunshine            |
| 4           | RADIO                             |
| 5           | Cheese "PIZZA"                    |
| 6           | Chiisana koro kara (小さな頃から) |
| 7           | HYPER 90'S CHOCOLATE BOYFRIEND    |
| 8           | Kiken na futari (キケンな2人)     |
| 9           | Christmas (クリスマス)            |
| 10          | Jitensha (自転車)                 |
| 11          | Dynamite (ダイナマイト)           |

Miracle Diving (4 de Dezembro de 1995)
Faixas
| Nº da Faixa | Música                                  |
| ----------- | --------------------------------------- |
| 1           | Miracle Night Diving                    |
| 2           | Over Drive                              |
| 3           | KYOTO                                   |
| 4           | Little Miss Highway                     |
| 5           | Anata ni ikite iru (あなたは生きている) |
| 6           | Dokidoki (ドキドキ)                     |
| 7           | Stereo zenkai (ステレオ全開)            |
| 8           | Oh! Can Not Angel                       |
| 9           | Platinum (プラチナ)                     |
| 10          | Anemone no koi (アネモネの恋)           |
| 11          | Kaerenai futari (帰れない2人)           |

The Power Source (26 de Março de 1997)
Faixas
| Nº da Faixa | Música                          |
| ----------- | ------------------------------- |
| 1           | BIRTHDAY SONG                   |
| 2           | Lovely Baby (ラブリーベイベー)  |
| 3           | Sobakasu (そばかす)             |
| 4           | KISS no ondo (KISSの温度)       |
| 5           | Happy?                          |
| 6           | Pinky loves him                 |
| 7           | Kujira 12gou (くじら12号)       |
| 8           | Classic (クラシック)            |
| 9           | Kaze ni fukarete (風に吹かれて) |
| 10          | The Great Escape                |

Pop Life (24 de Junho de 1998)
Faixas
| Nº da Faixa | Música |
| ----------- | --- |
| 1           | Dooby Dooba Disco Featuring with Sir Psycho Sexy (ドュビドュバディスコ フューチャリング ウィズ サー・サイコ・ӟ) |
| 2           | Music Fighter (ミュージック ファイター)                                                                         |
| 3           | Irotoridori no sekai (イロトリドリノセカイ)                                                                     |
| 4           | Sanpomichi (散歩道)                                                                                             |
| 5           | BATHROOM |
| 6           | Lunch in Savanna (ランチ イン サバンナ)                                                                         |
| 7           | Jesus! Jesus! (ジーザス!ジーザス!)                                                                              |
| 8           | Suteki na uta (ステキなうた)                                                                                    |
| 9           | Natural Beauty '98 (ナチュラル ビュウティ`98)                                                                   |
| 10          | Tegami wo kakuyo (手紙をかくよ)                                                                                 |
| 11          | Goodbye (グッバイ)                                                                                              |
| 12          | LOVER SOUL |

Warp (7 de Fevereiro de 2001)
Faixas
| Nº da Faixa | Música                                         |
| ----------- | ---------------------------------------------- |
| 1           | Rainbow Devils Land                            |
| 2           | WARP                                           |
| 3           | Brand New Wave Upper Ground                    |
| 4           | Chameleon Lumi (カメレオンルミィ)              |
| 5           | PEACE                                          |
| 6           | LOLLIPOP                                       |
| 7           | Atashi wo mitsukete (あたしをみつけて)         |
| 8           | motto                                          |
| 9           | Lucky Pool (ラッキープール)                    |
| 10          | Sugar cane train                               |
| 11          | Girlfriend (ガールフレンド )                   |
| 12          | Hitotsudake -Ver.WARP- (ひとつだけ -Ver.WARP-) |

### Coletanêas
44982 VS 1650 -pop life suicide tour lives- (31 de Março de 1999)
| Nº da Faixa | Música |
| ----------- | --- |
| A-1         | POWER INTRODUCTION                                                                                              |
| A-2         | BIRTHDAY SONG                                                                                                   |
| A-3         | Natural Beauty '98 (ナチュラル ビュウティ`98)                                                                   |
| A-4         | Sobakasu (そばかす)                                                                                             |
| A-5         | BATHROOM |
| A-6         | Dokidoki (ドキドキ)                                                                                             |
| A-7         | Sanpomichi (散歩道)                                                                                             |
| A-8         | Tegami wo kakuyo (手紙をかくよ)                                                                                 |
| A-9         | Irotoridori no sekai (イロトリドリノセカイ)                                                                     |
| A-10        | Little Miss Highway                                                                                             |
| A-11        | Lunch in Savanna (ランチ イン サバンナ)                                                                         |
| A-12        | Kaerenai futari (帰れない2人))                                                                                  |
| B-1         | Miracle Night Diving                                                                                            |
| B-2         | KYOTO |
| B-3         | Dooby Dooba Disco Featuring with Sir Psycho Sexy (ドュビドュバディスコ フューチャリング ウィズ サー・サイコ・ӟ) |
| B-4         | Jesus! Jesus! (ジーザス!ジーザス!)                                                                              |
| B-5         | Kujira 12gou (くじら12号)                                                                                       |
| B-6         | Lovely Baby (ラブリーベイベー)                                                                                  |
| B-7         | LOVER SOUL |
| B-8         | Over Drive |
| C-01        | Dynamite (ダイナマイト)                                                                                         |
| C-02        | Tereo zenkai (テレオ全開)                                                                                       |
| C-03        | Jesus! Jesus! (ジーザス!ジーザス!)                                                                              |
| C-04        | Miracle Night Diving                                                                                            |
| C-05        | BIRTHDAY SONG                                                                                                   |
| C-06        | Over Drive |
| C-07        | Little Miss Highway                                                                                             |
| C-08        | Kaerenai futari (帰れない2人)                                                                                   |
| C-09        | Dooby Dooba Disco Featuring with Sir Psycho Sexy (ドュビドュバディスコ フューチャリング ウィズ サー・サイコ・ӟ) |
| C-10        | Oh! Can Not Angel                                                                                               |
| C-11        | The Great Escape                                                                                                |
| C-12        | Lovely Baby (ラブリーベイベー)                                                                                  |
| C-13        | Doushiyou (どうしよう)                                                                                          |
| C-14        | POPSTAR |

Fresh -best singles- (23 de Março de 2000)
Faixas
| Nº da Faixa | Música                                  |
| ----------- | --------------------------------------- |
| 1           | POWER OF LOVE                           |
| 2           | BLUE TEARS                              |
| 3           | DAYDREAM                                |
| 4           | Hello! Orange Sunshine                  |
| 5           | RADIO                                   |
| 6           | Chiisana koro kara (小さな頃から)       |
| 7           | Jitensha (自転車)                       |
| 8           | Over Drive                              |
| 9           | KYOTO                                   |
| 10          | Dokidoki (ドキドキ)                     |
| 11          | Sobakasu (そばかす)                     |
| 12          | Christmas (クリスマス)                  |
| 13          | Kujira 12gou (くじら12号)               |
| 14          | Sanpomichi (散歩道)                     |
| 15          | Music Fighter (ミュージック ファイター) |
| 16          | LOVER SOUL                              |
| 17          | Brand New Wave Upper Ground             |

- The Great Escape ~Complete Request Best~ (23 de Maio de 2001)
- COMPLETE BEST ALBUM FRESH 13 de Fevereiro de 2006